# 額濟納舊土爾扈特特別旗
額濟納舊土爾扈特特別旗是中华民国宁夏省的一个行政区，承袭于清朝西套蒙古的额济纳土尔扈特旗，国民政府改為特别旗，屬套西二旗之一。1949年後短暂改为属于宁夏省的自治区，旋即撤销并划归内蒙古自治区。

## 历史沿革
- 清朝康熙四十二年（1703年）土尔扈特部内属，定牧于额济纳河，遂称额济纳土尔扈特。乾隆十八年（1753年）设旗。治今额济纳旗西南。地域约当今内蒙古额济纳旗和阿拉善右旗西北小部分。直属理藩院。
- 1949年后属寧夏省額濟納自治區。治所在建国营（今额济纳旗达来呼布镇西南）。
- 1954年6月19日，中华人民共和国中央人民政府委員會第32次會議決定，撤銷寧夏省。9月1日，寧夏省建制撤銷，原寧夏省直轄的各縣市改由甘肅省銀川專區管轄。至此原寧夏省管辖区域面积縮小约80%，後來寧夏回族自治區成立仍旧不变。同年，额济纳自治旗改由甘肃省酒泉地区代管。1955年额济纳旗改属巴彦淖尔盟并繼續由内蒙古管理。
- 1969年，复归甘肃省酒泉地区。1979年，重归内蒙古自治区。1980年，阿拉善盟成立，额济纳旗属其管辖至今。